# 押角駅
押角駅（おしかどえき）は、かつて岩手県宮古市和井内にあった、東日本旅客鉄道（JR東日本）岩泉線の駅である。同線の廃線により2014年（平成26年）3月31日限りで廃止となった。

## 歴史
- 1944年（昭和19年）7月20日：日本国有鉄道小本線の駅（貨物駅）として開業[1]。
- 1947年（昭和22年）11月25日：宇津野駅[2]まで小本線が延伸、中間駅となる[1]。同時に旅客取扱も行う一般駅に変更される[1]。
- 1948年（昭和23年）11月26日：風水害により営業休止[1]。
- 1949年（昭和24年）3月5日：営業再開[1]。
- 1961年（昭和36年）11月1日：貨物取扱廃止[3]。
- 1972年（昭和47年）2月6日：小本線が岩泉線に改称。同時にスイッチバックを廃止し無人化[1]。荷物扱い廃止[3]。
- 1987年（昭和62年）4月1日：国鉄分割民営化により、JR東日本の駅となる[1]。
- 2010年（平成22年）
  - 7月31日：災害により、岩泉線が不通となる。
  - 8月2日：代行バスによる運行開始。ただし当駅は通過。
  - 8月17日：代行バスが当駅に停車するようになる。
- 2014年（平成26年）4月1日：岩泉線の廃止に伴い廃駅[4][5]。

## 駅構造
傾いた木製の単式ホーム1面1線を有する地上駅であった。茂市駅管理の無人駅であった。
駅にはベンチや待合室は存在せず、駅舎・屋根もない。
開業時はスイッチバック駅で、かつては横取線のある方に駅舎とホームがあった。通過不能型の配線で、単式1面および島式1面の複合3線と引き上げ線1線を有した。駅本屋があった場所は、現在、川を利用した養魚場となっている。

## 駅周辺
駅附近には押角の集落があったが、現在は養鱒場と、近くに自然で育てた鶏の卵を販売する養鶏場の2軒があるのみで、周囲は山である。国道340号に隣接しており、廃止後も駅があることを示す小さな標識が残っている。雑草に埋もれた駅前広場の奥に仮設にしか見えない橋と階段があるが、その橋を渡り階段を上って左折し線路脇を50 mほど歩くとようやく駅のホームにたどり着くありさまだった。
前述の通り、橋を渡った先には国道340号があるが、この駅の周辺は押角峠と呼ばれる難所であり、道幅が狭く交通量も少ない。このため、国道と接続している駅とは思えないほどであり、これらのような事情から、この駅は一部の鉄道ファンから全国屈指の秘境駅として扱われていた。橋で駅と国道が結ばれている形だが、この橋は片側（駅側から見て左側）にしか柵がなく、渡る時は注意を要した。なお、この橋は岩泉線の廃線以降ロープで封鎖され、国道側からホームのあった場所には立ち入れなくなっていたが、2016年（平成28年）9月の台風10号による豪雨でその橋も流されたため、ホームがあった場所までたどり着くことは、現在では完全に不可能となっている。
駅は岩泉線のサミット（一番標高が高いところ）に近かった。駅跡から約1.3 km北には、同線最長の押角トンネル（2987メートル、のちに国道340号のトンネルに転用）の入口があり、ほぼ全線にわたり勾配やカーブが連続する路線中で、この区間に限って列車は70 km/hを超える速度を出していた。
地名の表記は当駅にも使われていた「押角」が一般的であるが、同じ読みで「雄鹿戸」の表記も使われることがあり、併走する国道340号側の雄鹿戸トンネルにはこの名前が残っている。
岩泉線廃止前の鉄道代替バスは当駅入口付近の国道で乗降を行っていたが、東日本交通が運行する岩泉線廃止代替バスは当駅付近にバス停を設けていない。またフリー乗降区間でもないため、岩泉線廃止後は付近への公共交通によるアクセス手段は消滅した。廃止後に鉄道駅に対応するバス停が設けられなかったのは当駅のみである。

## 隣の駅
東日本旅客鉄道（JR東日本）
■岩泉線（2014年4月1日時点）
岩手和井内駅 - 押角駅 - *宇津野駅 -  岩手大川駅
*打消線は既に廃止されていた駅（宇津野駅廃止と同時に岩手大川駅が開業）